# Interaction (Art Farmer)
Interaction è un album del quartetto capeggiato da Art Farmer, pubblicato dalla Atlantic Records nel 1963. I brani furono registrati a New York (Stati Uniti) nelle date indicate nella lista tracce

## Tracce
Lato A
1. Days of Wine and Roses – 6:49 (Henry Mancini, Johnny Mercer) – Registrato il 25 luglio 1963 a New York
2. By Myself – 7:11 (Arthur Schwartz, Howard Dietz) – Registrato il 25 luglio 1963 a New York
3. My Little Suede Shoes – 5:02 (Charlie Parker) – Registrato il 29 luglio 1963 a New York

Lato B
1. Embraceable You – 7:02 (George Gershwin, Ira Gershwin) – Registrato il 1º agosto 1963 a New York
2. My Kinda Love – 7:14 (Jo Trent, Louis Alter) – Registrato il 25 luglio 1963 a New York
3. Sometime Ago – 6:26 (Sergio Mihanovich) – Registrato il 1º agosto 1963 a New York

## Musicisti
- Art Farmer - flicorno
- Jim Hall - chitarra
- Steve Swallow - contrabbasso
- Walter Perkins - batteria